# Meghann Wadsak
Meghann Wadsak (* 29. Juni 2007 in Wien) ist eine österreichische Skispringerin.

## Biographie
Wadsak stammt aus dem 1. Wiener Gemeindebezirk. Ihr internationales Debüt gab sie bei einem Kinderwettkampf in Ruhpolding. Im Jahr 2023 nahm sie erstmals an Juniorenweltmeisterschaften teil, wobei sie im Mixed Team bzw. im Mannschaftswettbewerb den 5., respektive 6. Platz erreichte.
Im Jahr 2024 nahm sie an den Olympischen Jugend-Winterspielen in Gangwon teil. Nach Rang 13 von der Normalschanze gewann sie gemeinsam mit Sara Pokorny, Lukas Haagen und Nikolaus Humml die Bronzemedaille im Mixed Team. Zu Saisonabschluss wurde sie österreichische Juniorenmeisterin. Ihren ersten Podestplatz im Intercontinentalcup erreichte Wadsak am 21. September 2024 mit Rang 3 von der Großschanze in Stams.
Am 21. Dezember 2024 gewann Wadsak ihre ersten Weltcuppunkte mit Rang 30 beim Springen von der Normalschanze in Engelberg. Sie ist die erste Skispringerin aus Wien, der dies gelang. Ihre bisher beste Weltcupplatzierung erzielte sie am 5. Januar 2025 in Villach mit einem 26. Platz.

## Erfolge

### Weltcup
- Drei Platzierungen unter den besten 30

### Juniorenweltmeisterschaften
- Whistler 2023: 5. Mixed Team, 6. Mannschaft, 30. Normalschanze
- Planica 2024: 4. Mannschaft, 26. Normalschanze
- Lake Placid 2025: 3. Mixed Team, 6. Mannschaft, 11. Normalschanze

### Olympische Jugend-Winterspiele
- Gangwon 2024: 3. Mixed Team, 13. Normalschanze